# 北海道道665号上茶路上茶路停車場線

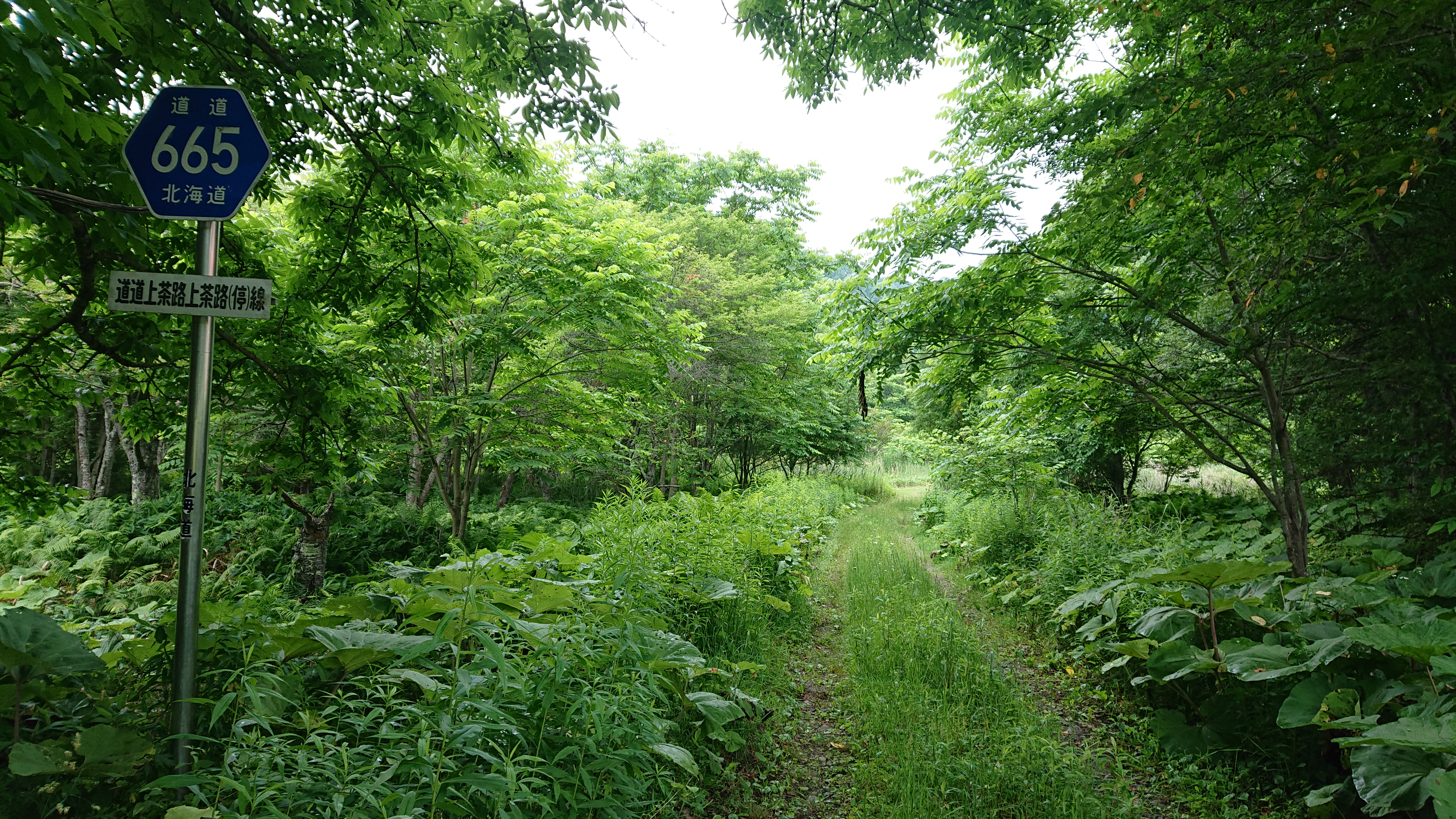
北海道道665号上茶路上茶路停車場線（白糠町上茶路）

北海道道665号上茶路上茶路停車場線（ほっかいどうどう665ごう かみちゃろかみちゃろていしゃじょうせん）は、北海道白糠郡白糠町を結ぶ一般道道である。

## 概要
かつて起点付近には上茶路炭鉱が存在し、採炭された石炭を運搬する目的で建設された路線であった。

国道392号との重複区間を除く全ての区間が未改良の未舗装区間であり、通行には注意を要する。

また、国道392号からかつての旧上茶路駅までの区間は廃道と化しており、車両での通行は困難である。

### 路線データ
- 起点：北海道白糠郡白糠町上茶路
- 終点：北海道白糠郡白糠町上茶路基線（旧国鉄 白糠線 上茶路駅跡）
- 総延長：7.554 km
- 実延長：6.770 km
- 重用延長：0.784 km
- 未舗装延長：6.564 km

### 道路管理者
- 釧路総合振興局 釧路建設管理部 事業課

## 歴史
- 1969年（昭和44年）6月18日 - 路線認定[1]。
- 1970年（昭和45年）2月 - 上茶路炭砿が閉山。
- 1983年（昭和58年）10月23日 - 白糠線の廃線に伴い、上茶路駅は廃駅となる。

## 路線状況

### 重複区間
- 国道392号（白糠町上茶路基線 - 白糠町上茶路基線）

### 道路施設

#### 主な橋梁
- 第1号橋（60 m、茶路川、白糠町上茶路）
- 上茶路跨線橋（20 m、旧白糠線、白糠町上茶路）

#### 常設型ゲート
- 第1号橋ゲート（白糠町上茶路）

## 地理

### 通過する自治体
- 釧路総合振興局
  - 白糠郡白糠町

### 交差する道路
白糠町
- 国道392号 - 上茶路基線